# Hans-Peter Backes
Hans-Peter Backes (* 10. Juni 1953) ist ein ehemaliger deutscher Fußballspieler. Er war Stürmer und spielte für vier Zweitligisten.

## Laufbahn
Hans-Peter Backes begann seine professionelle Laufbahn 1973 beim FC 08 Homburg. Ab 1974 folgte je ein Jahr beim SC Fortuna Köln und beim FC Augsburg, bei denen er insgesamt 28 Zweitligaspiele bestritt.
Nochmals in Erscheinung trat Backes Ende der 1970er als Spieler des FK Pirmasens, mit dem er 1977/78 aus der 2. Bundesliga Süd abstieg, und des SC Freiburg. Mit beiden Vereinen spielte er je eine Zweitligasaison.